# ビリケン

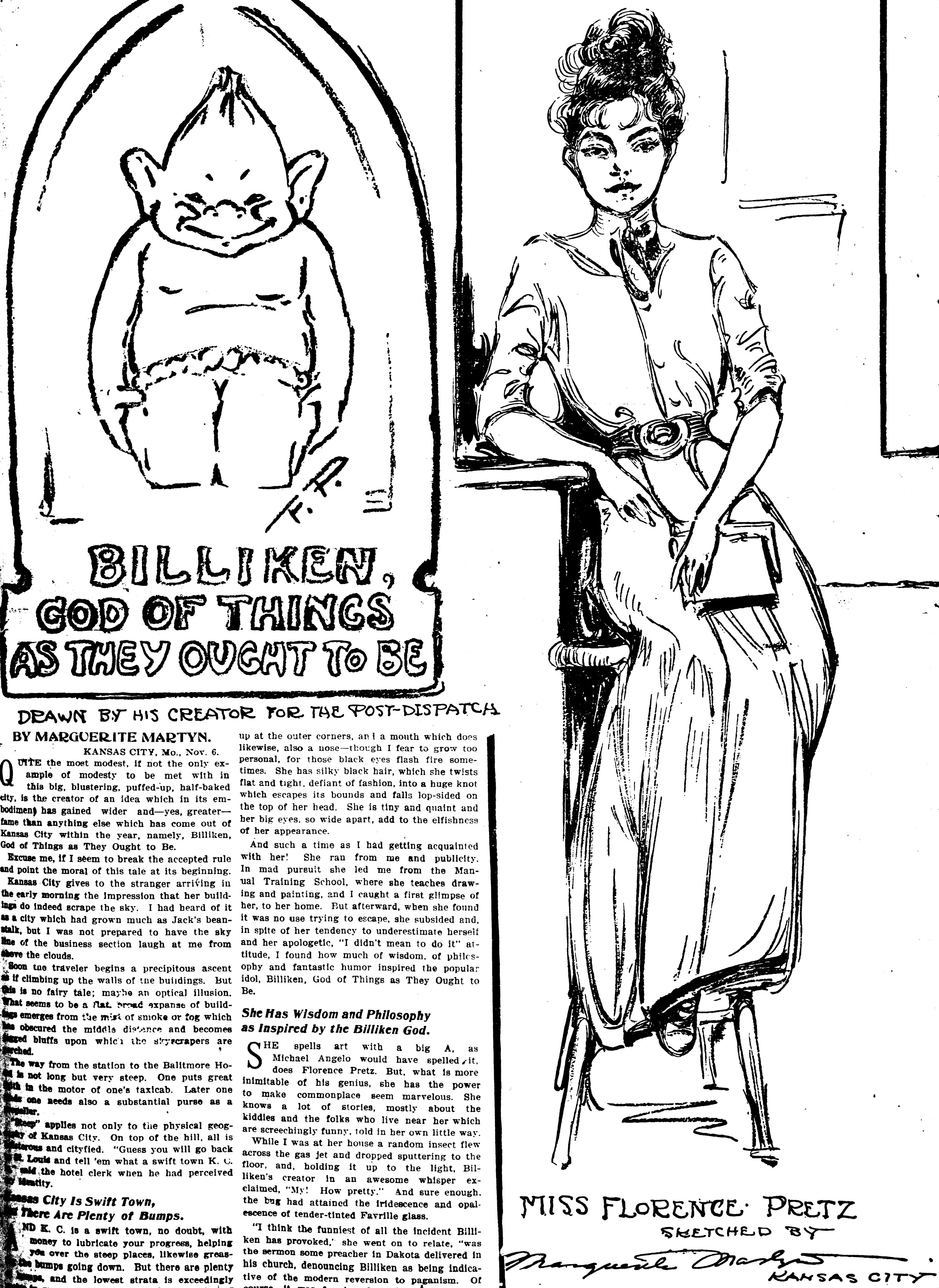
フローレンス・プレッツ（プリッツ）による元祖ビリケンと、ジャーナリストのマーガリート・マーティンによるプレッツの肖像画、St. Louis Post-Dispatch紙、1909年11月7日の記事より

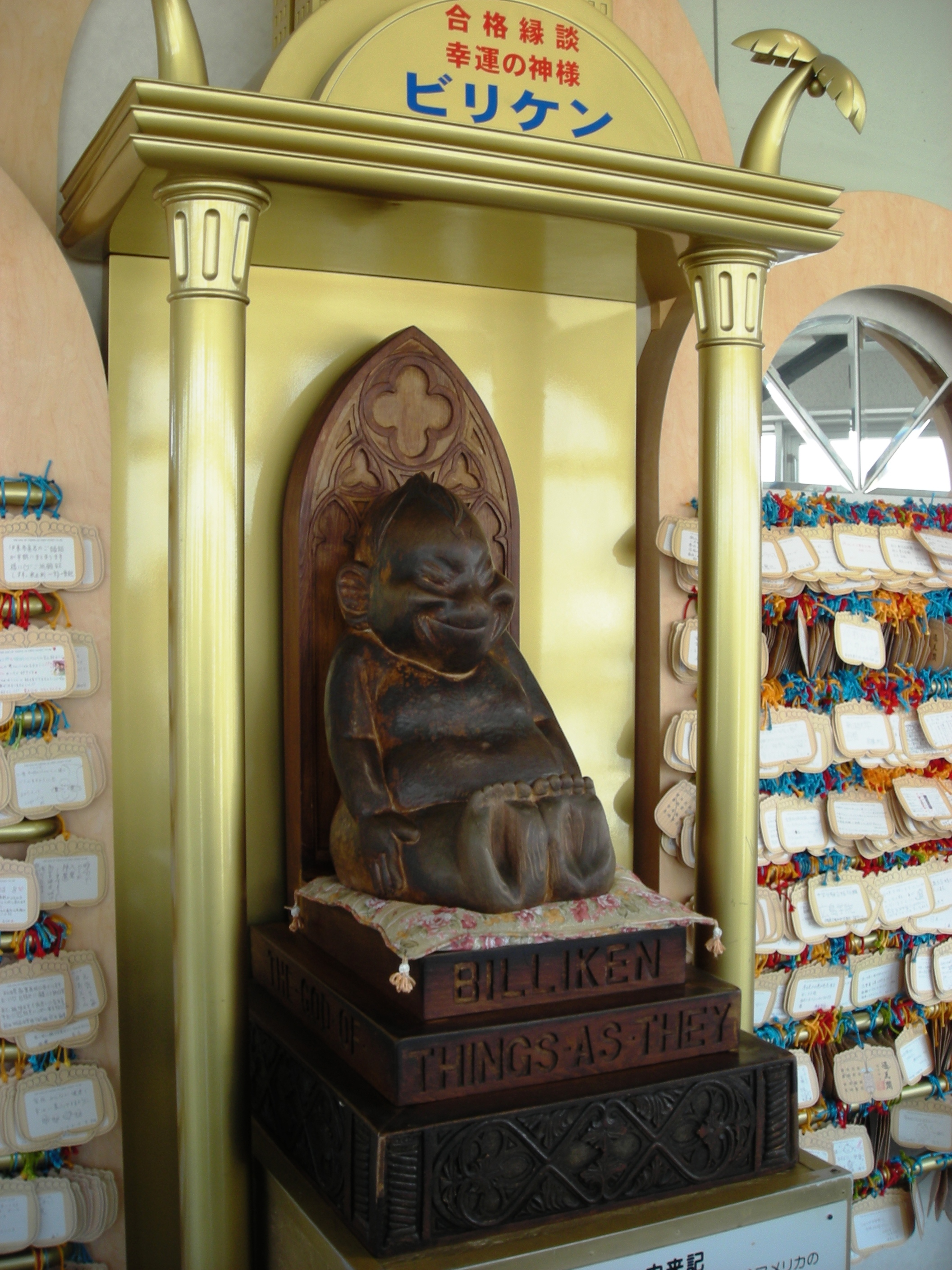
第二代ビリケン像、通天閣 5階 展望台にあった（1979〜2012）
いまは三代目となっている

ビリケン（Billiken）は、尖った頭と吊り上がった目が特徴の子供の姿をしている幸運の神の像。
1908年10月6日にアメリカ合衆国のフローレンス・プレッツがデザイン特許を取得した。
日本では大阪の通天閣 5階（展望台）にあるビリケン像が有名で、「ビリケンさん」の愛称で親しまれ、特に足を掻いてあげるとご利益があるとされている。
また、アラスカのエスキモーの間で彫刻品の題材として広まり、同地や極東ロシアでは時として自身の民族の伝統の神として祀られるほどの人気を得ている。

## 概要

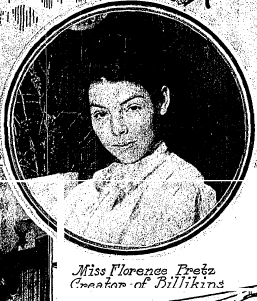
フローレンス・プレッツ

元々はアメリカ合衆国ミズーリ州カンザスシティの美術教師・イラストレーターであったフローレンス・プレッツ（Florence Pretz、1885年 - 1969年）によって、親友の詩人サラ・ハミルトン・バーチャルが『ザ・カナダ・ウェスト』に連載していたおとぎ話であるビリケンシリーズのため、1907年ごろにデザインされたものである。
その後、プレッツは1908年6月9日にデザイン特許を出願し、同年10月6日に7年間有効のデザイン特許を取得した（デザイン特許番号D39,603）が、特許には「ビリケン」という名称は使われていない。
プレッツは、ビリケンが人々の希望と幸福の象徴になるようなデザインをしたと言い、最初に粘土で製作したビリケン人形には、オマル・ハイヤーム『ルバイヤート』の一節（Ah, Love, could thou and I with Fate conspire,...）を記した紙切れを中に入れていたという。
通説では、名前の由来は、当時のアメリカ合衆国大統領ウィリアム・タフトの愛称であるとされてきた。しかし、近年の研究では、カナダの詩人ブリス・カーマンによる1896年の詩集"More Songs from Vagabondia"所収の"Mr. Moon: A Song Of The Little People"の登場人物から、名付けられたと考えられている。
ビリケンの造型には東洋美術の影響が見られるが、プレッツはジャポニスムの影響を濃厚に引くイラストレーターであり、
1908年5月3日にシカゴ・デイリー・トリビューン（現在のシカゴ・トリビューン）に掲載された記事では、
プレッツが和服を着た写真が掲載されている他、少女の頃から日本を夢見ていて色々な日本の事物についてスケッチを描いてきたとか、自分の前世は日本人であったに違いない、とまで語っている。
特許取得後、ビリケングッズの売れ行きは当初非常に好調だったにもかかわらず、契約の不備からデザイナーであるプレッツには一ヶ月あたり30ドルしか支払われず、プレッツは失望から1909年の終わりにはビリケンの名前を聞くのも顔を見るのも嫌になってしまった。
このことは当時の新聞でも話題になり、「作者以外の全員に幸福をもたらした」などという記事が掲載されてしまう。
現在、アメリカではセントルイス大学のマスコットになっており、大学に属するすべてのスポーツチームが "ビリケンズ" を名乗っている。
日本には1909年（明治42年）頃に伝わり、1911年（明治44年）に大阪の繊維会社・神田屋田村商店（現：田村駒株式会社）が商標登録を行い、販売促進用品や商品キャラクターとして使用した。
当時の日本では、顔だちはアジア人、足を突き出しての座り方はアフリカ人がモデルとされ、「足の裏をかいて笑えば願いがかなう」とされた。
ビリケンは、田村商店の商標という枠を超えて人気を博した。当時の雑誌などに掲載された広告では、「世界的福神」として紹介され、5寸5分の石膏製のビリケン像に一体1円85銭という値付けがされていた。

## 通天閣のビリケン像
【初代ビリケン像】 1912年（大正元年）、大阪の新世界に遊園地・ルナパークがオープン。ルナパークの「ビリケン堂」に当時流行していたビリケン像が置かれて、名物となった。しかし、1923年（大正12年）にルナパークが閉鎖され、それ以降ビリケン像は行方不明となってしまっている。

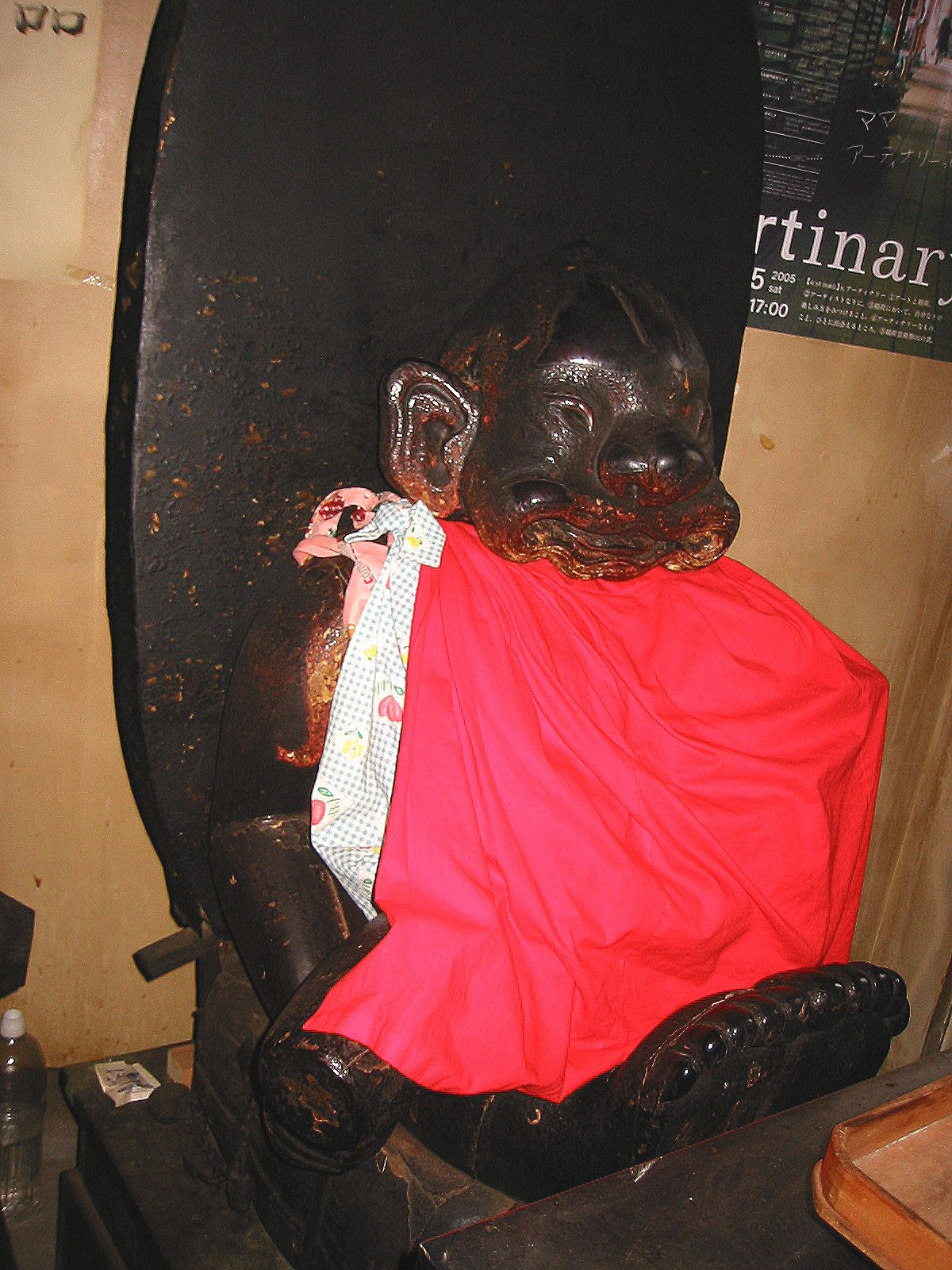
神戸市松尾稲荷神社のビリケン像

しかし、ビリケンは日本全国に広まり、商家や花街では縁起物として流行した。
神戸市兵庫区の松尾稲荷神社には、大正初期に作られたビリケン像が祀られている。このビリケン像は木製で、右手に打ち出の小槌、左手に宝珠の珠を持って米俵の上に腰掛けており、従来の大黒天と混淆した和洋折衷の像で、当時は「ジャパンビリケン」と呼ばれ人気を博した。現在、松尾稲荷神社では本来の招福の御利益に加え、病気平癒、学業向上の御利益で信仰を集めている。

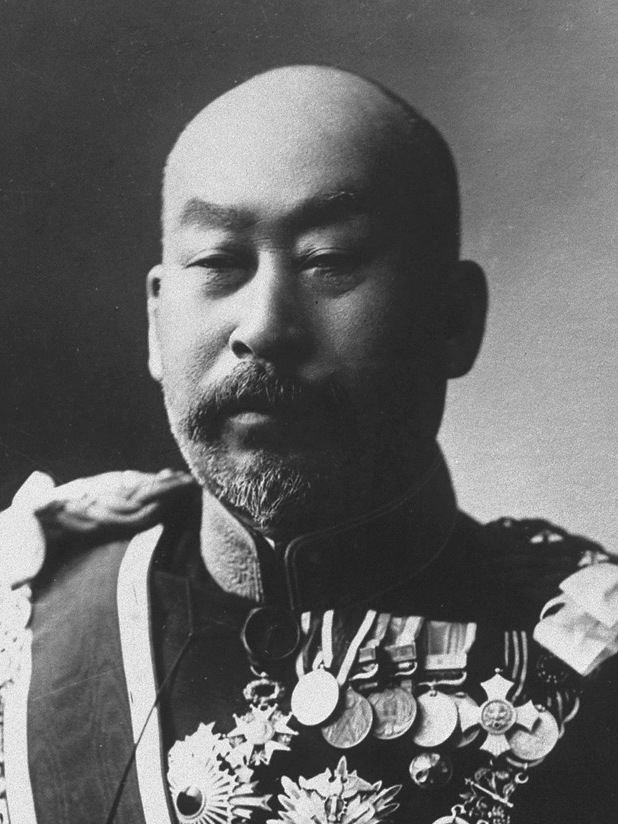
「ビリケン宰相」といわれた寺内正毅

また、大正期にあっては、第18代内閣総理大臣の寺内正毅が、尖ったはげ頭をしていてしかも目が吊り上がっていたため、ビリケンにそっくりだといわれた。護憲運動がさかんであった当時にあって、寺内内閣は政党員からの入閣がない超然内閣であったが、マスメディアはこれを「非立憲（ヒリッケン）内閣」と称した。寺内はこのことよりしばしば「ビリケン宰相」と揶揄されたが、寺内自身は、この愛称を気に入っていたらしく、ビリケン像を3体も購入していたといわれている。
このように、日本においてビリケンは近畿地方を中心に、戦前・戦後を通じて福をよぶ縁起物として愛された。
【第二代目ビリケン像】 1979年、通天閣に「通天閣ふれあい広場」をつくる際、かつて新世界の名物であったビリケン像を復活させることとなった。このとき1949年（昭和24年）に田村駒株式会社が制作していたビリケン像が通天閣に貸し出され、盛大な催しが開かれた。また、この像をモデルにして伊丹市在住の安藤新平の木彫によって戦前のビリケン像が復元され、以来通天閣の名物となった。これが2代目ビリケン像と呼ばれるもので、高さ55センチメートル、幅36センチメートル、奥行き41センチメートルの大きさである。ビリケンはこうして通天閣の公式キャラクターの座を占めるようになった。なお、「第二代目」として愛されてきたビリケン像は、三代目への代替わり直前である2012年3月には、32年間なでられ続けたその足裏が4センチメートルほど窪んでいた。2016年現在、引退した2代目ビリケン像は音楽バンドのイーゼル芸術工房が通天閣から「バンドメンバー」として譲り受け、地方コンサートに連れていくこともあるという。
1996年には阪本順治監督の映画『ビリケン』が公開されている。通天閣を舞台とした人情劇である本作は「新世界三部作」の3作目とされている。
【第三代目ビリケン像】 2012年（平成24年）5月、通天閣100周年のリニューアルにあわせビリケン像が新調された。これがビリケン像の3代目である。この像はクスノキの一木彫りで、2代目よりも一まわり大きい。また、3代目ビリケンの像内には金のビリケン（「ビリ金さん」）が納められ、腹ごもりの像となっている。

## 日本各地のビリケン像

### 現存しないもの
- 大正か昭和の頃（年代不詳）に大分県別府市の「ビリケンホテル」（ダンスホール兼業、現在の流川通り2丁目）の前に安置された。織田作之助「雪の夜」にカフェ・ピリケンとして登場。

### 現存するもの
- 千葉県流山市、利根運河の土手。1913年（大正2年）、当時の利根運河社長・森田繁男が作ってここに安置。2016年、森田の曽孫により流山市に寄贈された[11]。2018年4月に何者かによって倒され顔などが破損したが、修復された上で流山市立博物館で展示された。同地には2代目ビリケン像が安置されている[12]。小杉光太郎によるストーリー4コマ漫画およびそれを原作とするテレビアニメ『普通の女子校生が【ろこどる】やってみた。』の舞台である流川市の流川運河にあるビリケン像のモチーフとなった。詳細記事現存するものでは国内最古といわれている。[13]
- 箱根登山電車箱根湯本駅のプラットホーム。
- 大阪市浪速区、新世界の串カツ店「壱番」の店頭。写真
- 大阪市此花区、春日出商店街。関西アーバン銀行野田阪神支店春日出プラザの角。
- 大阪府池田市栄本町、ポケットパーク内。2008年（平成20年）、池田市が市制70周年を記念して建てた。池田市（当時は摂津国池田村）は初代田村駒治郎（1866〜1931）の出身地だという由緒がある（上記参照）。
- 神戸市中央区、三ノ宮(TN1ビル)
- 神戸市兵庫区、西出鎮守稲荷神社（チヂミ神社）
- 神戸市兵庫区、松尾稲荷神社境内。大正初期（年代不詳）に神戸市元町にあった洋食店（店名不明）の前に置かれたが、のちに松尾稲荷神社境内に移されて奉納され、現在に至る。大黒天風のデザインの特徴がある。（上記参照）

## アラスカや極東ロシアの伝統工芸への影響
ビリケンの彫像はアラスカで伝統工芸品として扱われている。
ただし、本来の民族伝統の彫刻品と比べて製作が簡単なため、腕に磨きをかけたい彫刻家にとってはそれほど魅力的な題材ではなく、観光客への販売目的が主であると言われている。
アラスカのノームで著名なエスキモーの象牙彫刻家Angokwazhuk（通称ハッピー・ジャック）が、Kopturokという仇名の商人の提案のもと、1909年夏にオリジナルのビリケン人形を本土から買い入れ、象牙でコピー品を製作したのがその始まりである。
その後数年間、ビリケンはアラスカを席巻し、流行歌が何曲も作られるほどの爆発的な売れ行きを見せたが、1912年ごろまでには売上が落ち着いて一旦忘れ去られた。
しかし、それから徐々にアラスカに伝統工芸品として浸透していき、
1966年にインディアン事務局が発行したパンフレットでは、その表紙にアラスカの伝統美術として、ビリケンの彫像を含むトリンギットのトーテムポールが採用されたほどである。
ビリケンはさらにアラスカからロシアのウエレンに住むユピックやチュクチなどの民族へと伝わり、そこから極東ロシアの幾つかの地域に広まった。V. V. Antropova (1953年）や E. P. Orlova (1964年）などの研究書が、極東ロシアの伝統美術として「peliken」を紹介している。
チュクチ文学の父と言われるユーリー・ルィトヘウによる小説『アシカ』にも登場し、昔（第二次世界大戦より以前）チュクチの狩人はみなビリケンを持ち歩いていたが、それというのも「チュクチの神話」によれば、凶運が狩人に降り掛かってもビリケンが身代わりになってくれるからだと語られている。

## ビリケンにちなむもの
- 豆電球の一種で、縦長で先の尖ったものをビリケン（ピリケン球とも）と呼ぶ。
- 2009年- 2010年に、大阪を本拠地とする独立リーグ球団・大阪ゴールドビリケーンズが存在した。
- Jリーグ・京都サンガF.C.所属のサッカー選手である石櫃洋祐は、ファン・サポーターから顔立ちがビリケンに似ているとされる。
- テレビ番組『きらきらアフロ』が武道館でライブをした際、出演する笑福亭鶴瓶が似ているということで、全身に金箔を塗り「ベリケン」に扮し、1,000万円（番組内での発表）で等身大の人形を製作し販売しようとした。
- ビリーケン・キッド（大阪プロレス所属のプロレスラー）
- プロゴルファーの藤本佳則は、風貌が似ているということで「ビリケン」のニックネームが付いた[14][15]。
- 落語家の桂かい枝は、風貌が似ているということで、本来の自身の定紋「結三柏」をアレンジした「三つビリケン」という紋を使用している。
- フランスのフリー・ジャズ専門レコードレーベル、BYGレコードがレーベルイメージにビリケンを使用。

## ギャラリー

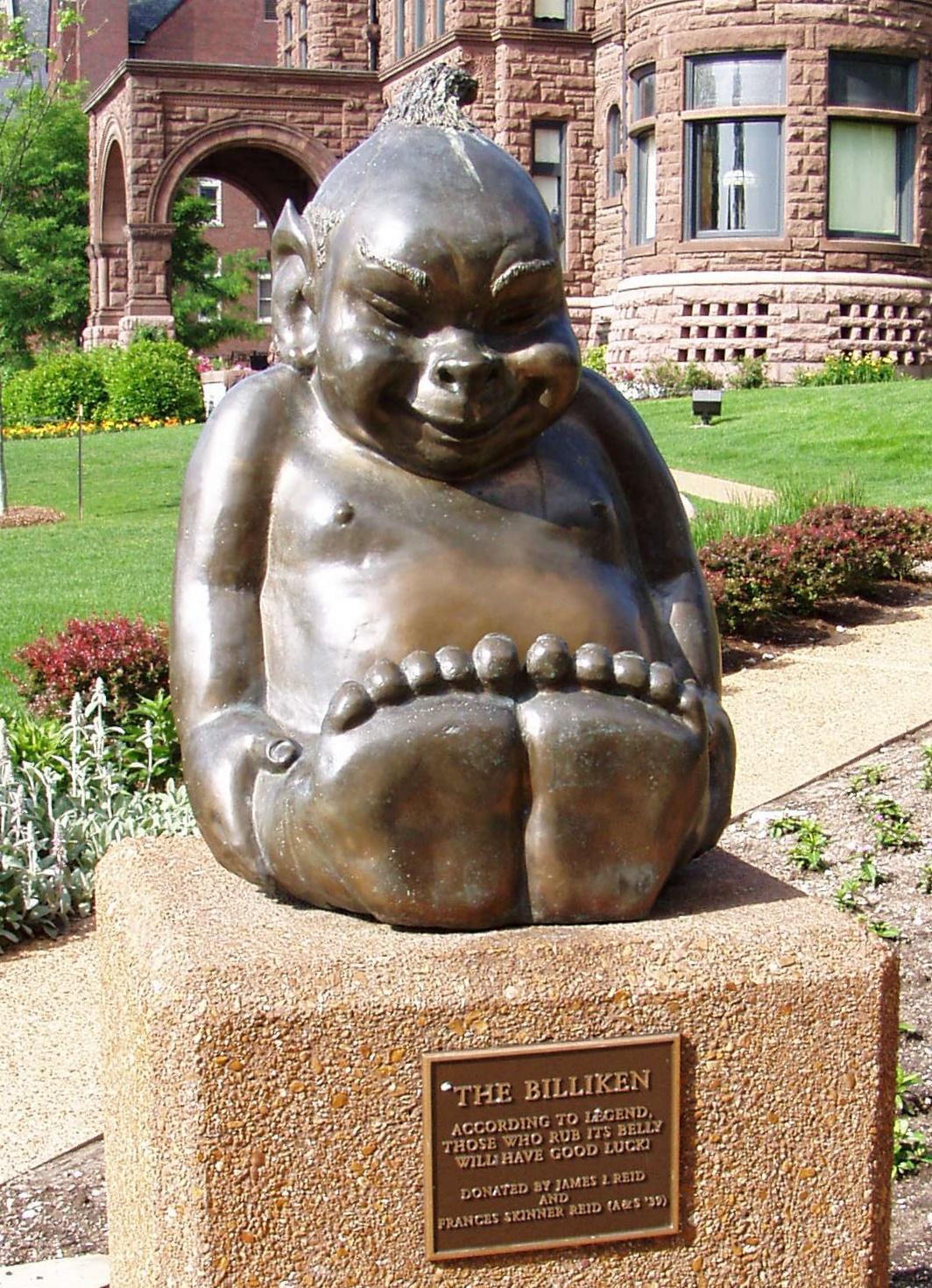
アメリカ・セントルイス大学のビリケン像
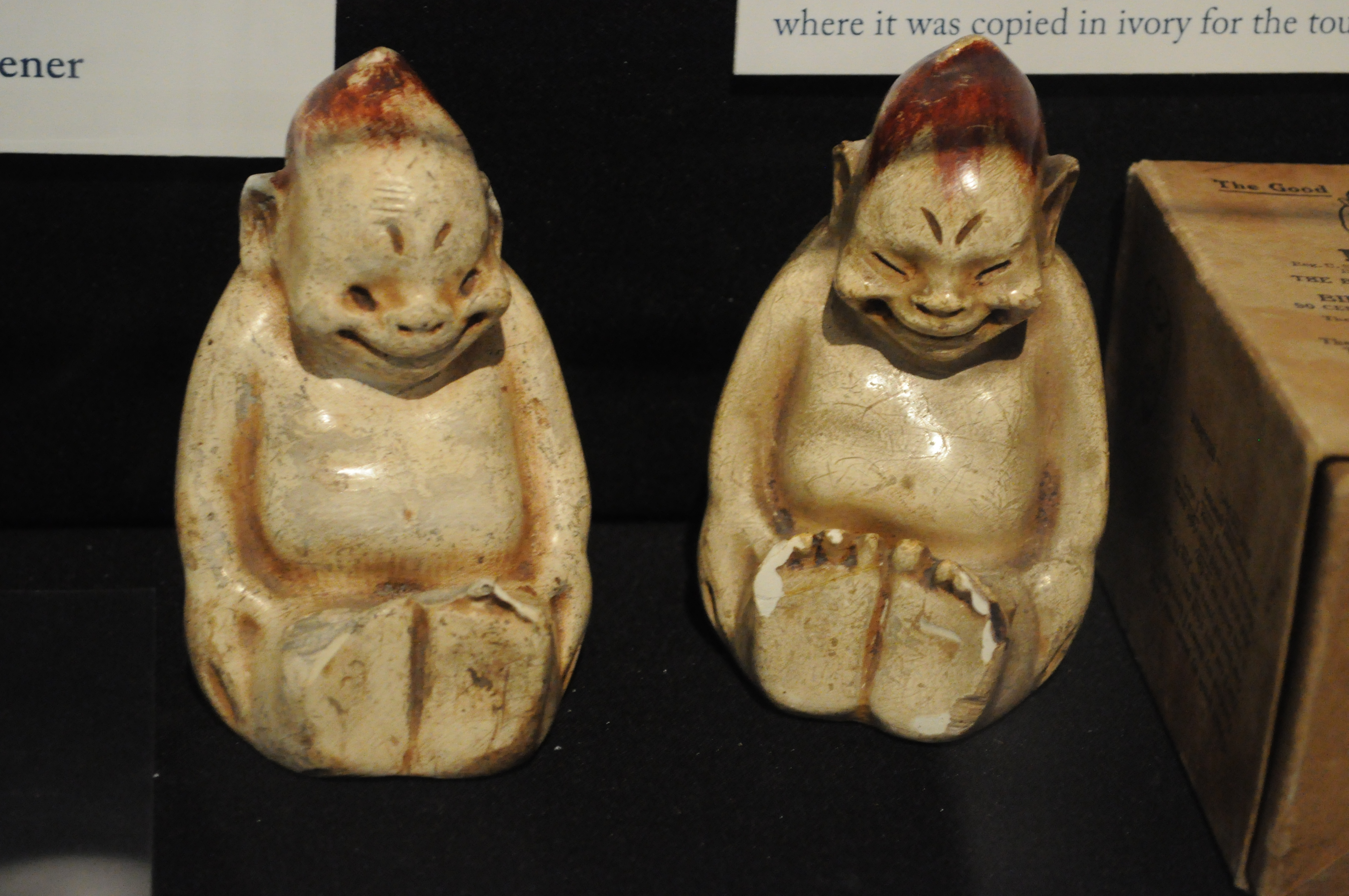
ビリケンの置物（1909年、アラスカのおみやげ）
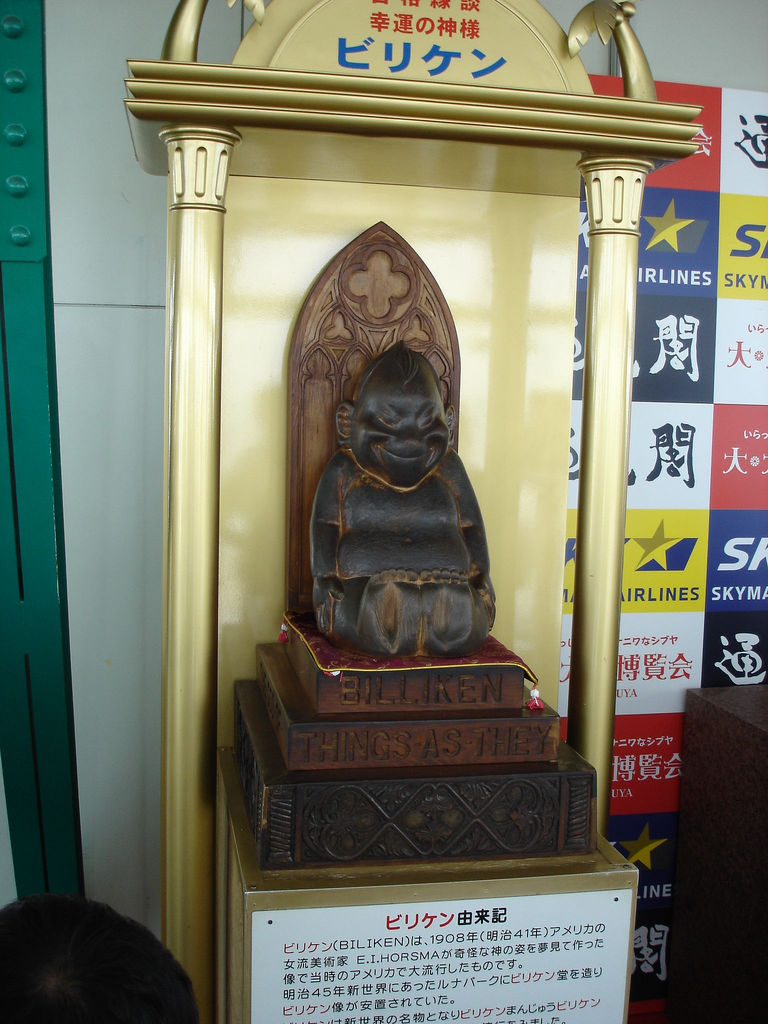
通天閣の第二代ビリケン像（1979〜2012）
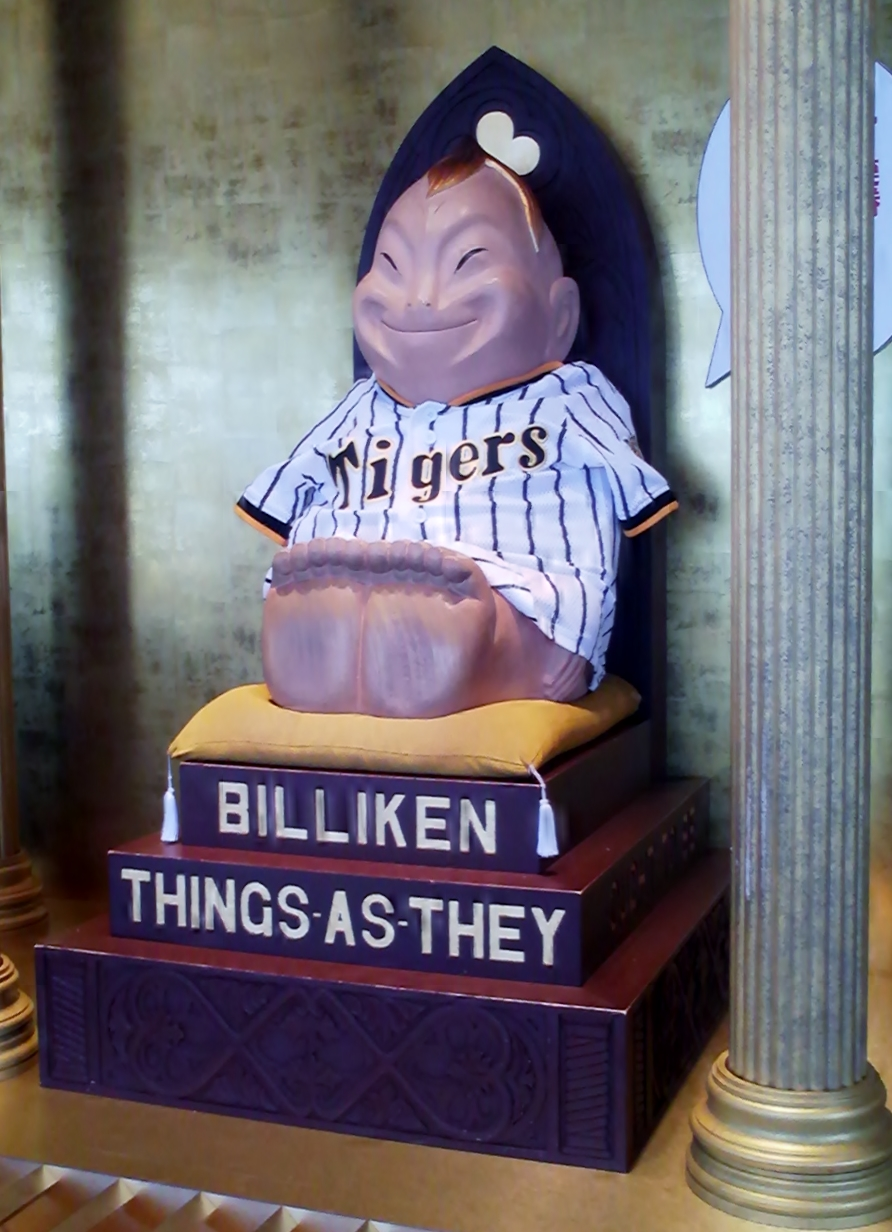
阪神タイガースのユニフォームを着た通天閣第三代ビリケン像
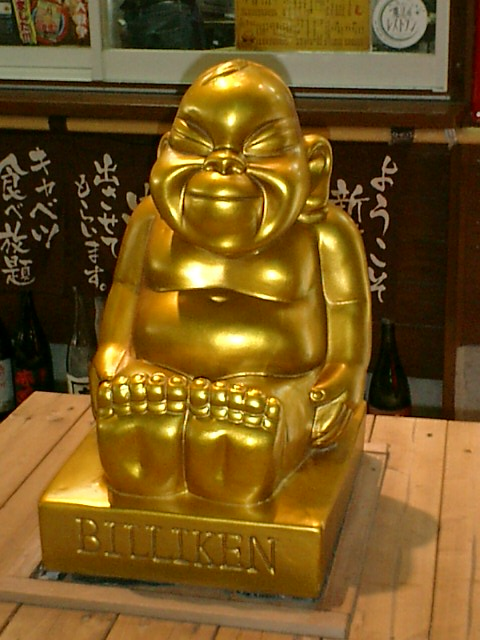
大阪・新世界の串カツ店「壱番」店頭のビリケン像
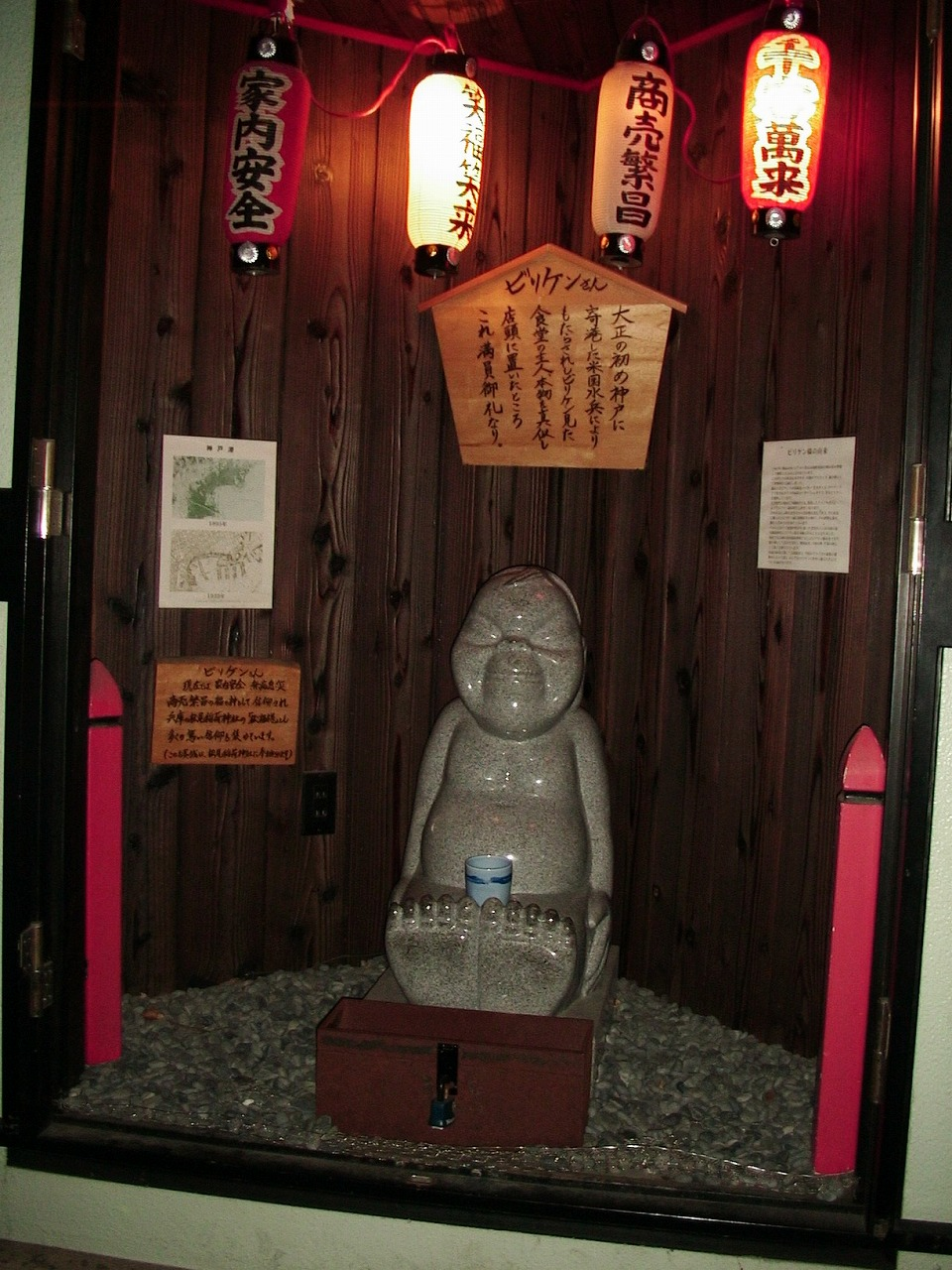
三ノ宮のビリケン像
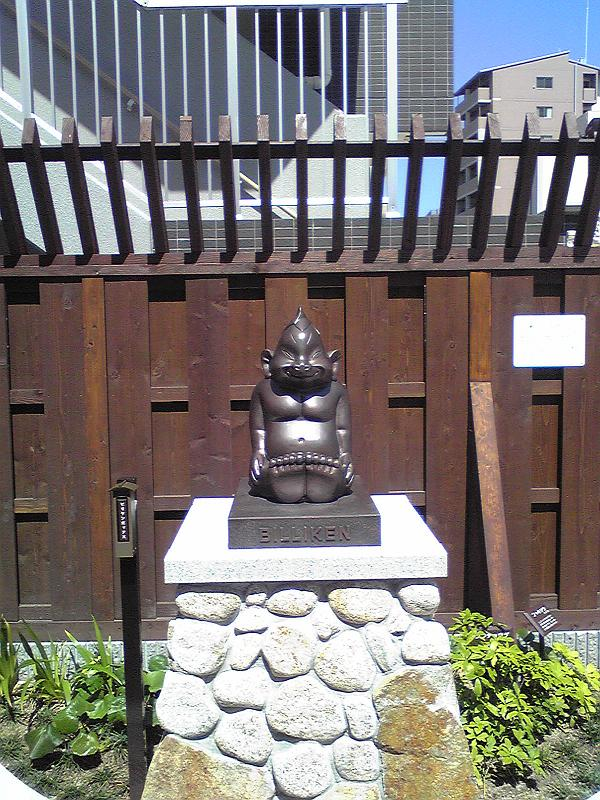
池田市栄本町ポケットパークのビリケン像
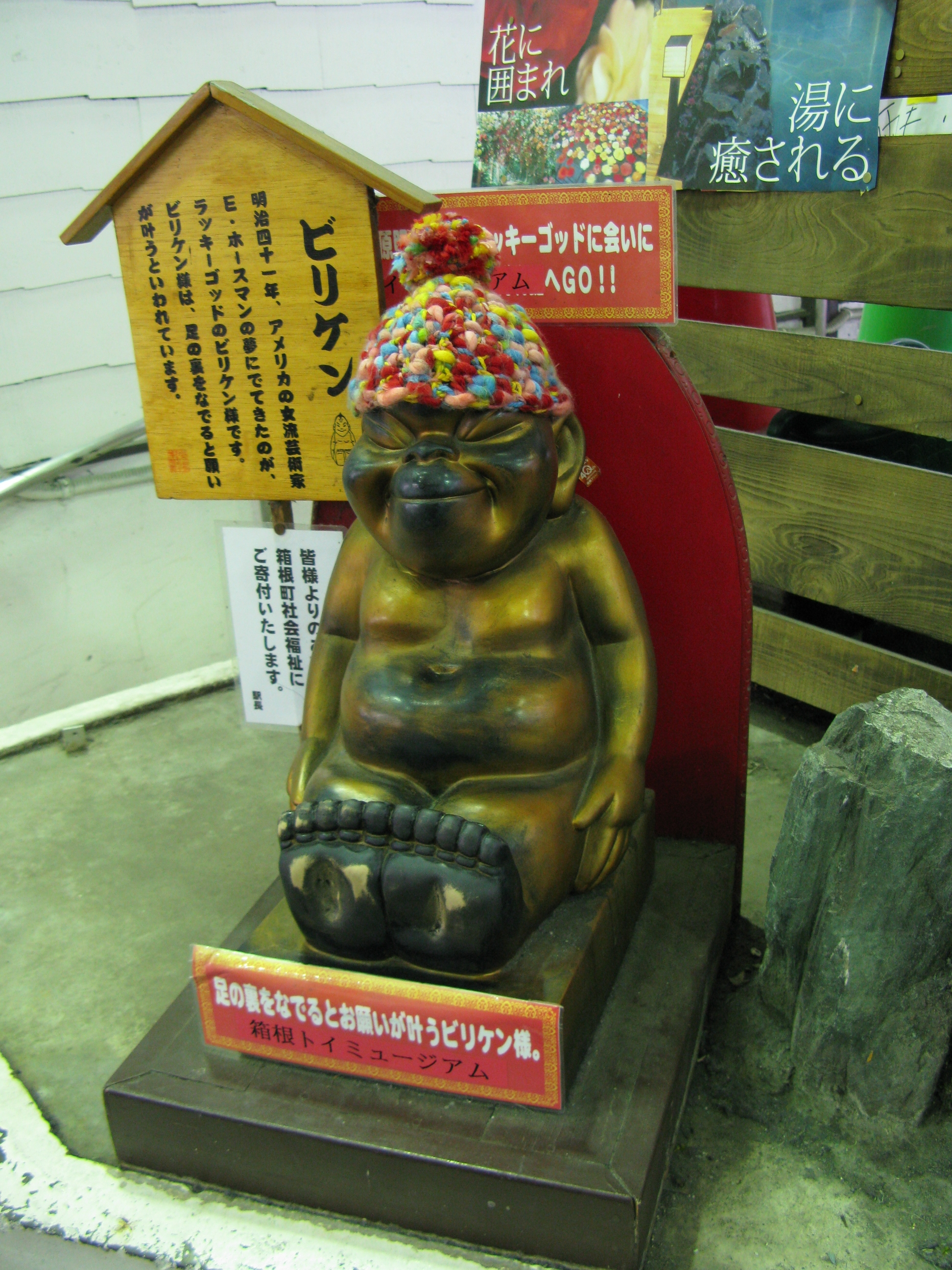
箱根湯本駅ホームのビリケン像